# Blanche d'Artois
Pour les articles homonymes, voir Blanche de Navarre.
Titres
Reine consort de Navarre
4 décembre 1270 – 22 juillet 1274
(3 ans, 7 mois et 18 jours)
Comtesse de Lancastre
1276 – 5 juin 1296
Blanche d'Artois (1248 - 2 mai 1302), dite parfois Blanche de Navarre, fille du comte Robert Ier d'Artois, est devenue reine de Navarre et comtesse de Champagne en 1269 par son mariage avec Henri, comte de Champagne et roi de Navarre. Elle est régente de Navarre et de Champagne durant la minorité de sa fille Jeanne, qui deviendra reine de France.
En secondes noces, elle épouse un prince anglais, Edmond de Lancastre, fils du roi Henri III et frère d'Édouard Ier.

## Biographie
Blanche est fille du comte Robert Ier d'Artois et de Mathilde de Brabant.
Elle se marie avec Henri Ier de Navarre, dont elle devint veuve en 1274. Peu après, elle épouse Edmond de Lancastre.
De 1274 à 1284, elle est régente du royaume de Navarre et des comtés du Brie, Champagne, Troyes et Meaux pour sa fille, Jeanne Ire de Navarre (reine de 1274 à 1305).

## Premier mariage
Blanche épouse en 1269 Henri Ier de Navarre qui meurt en 1274. Ce mariage est politiquement et financièrement avantageux pour la Navarre, Blanche étant la nièce de Louis IX. Ensemble, ils ont deux enfants :
- Thibaut (?-1270) mort tombé d'un rempart du château d'Estella ;
- Jeanne Ire de Navarre, reine de Navarre et reine consort de France.

## Deuxième mariage
En 1276, deux ans après la mort d'Henri, Blanche épouse Edmond de Lancastre, qui est aussi veuf. Ils ont trois enfants :
- Thomas de Lancastre, 2e comte de Lancastre ;
- Henry de Lancastre, 3e comte de Lancastre ;
- Jean de Lancastre, seigneur de Beaufort. Vers juillet 1312, il épouse Alix de Joinville.

## Mort
Gravement malade depuis un an, Blanche d'Artois meurt en son hôtel de Navarre (actuellement 47-49 rue Saint-André-des-Arts, à Paris, VIe arrondissement) le 2 mai 1302. Sa fille meurt trois ans plus tard, en 1305.
À l'époque, la mort subite de Blanche et de sa fille paraissent suspectes. En 1308, une enquête est ouverte et on arrête un homme, l'évêque Guichard de Troyes, dont la reine a délaissé les services. Lors de son procès, Guichard s'était vanté de les avoir fait mourir avec l'aide d'une sorcière et d'un moine jacobin.